# Велс (река)
Велс (Вёлс; ранее Велсуй; манс. Пе̄лас) — река в Красновишерском районе Пермского края, левый приток реки Вишеры. Устье находится в 268 км по левому берегу. Длина реки составляет 92 км по одним источникам. Площадь бассейна — 1490 км².
Высота устья — 210,5 м над уровнем моря. Уклон реки — 0,2 м/км.
Река берёт начало на Северном Урале на восточных склонах горы Ишерим (1332 м НУМ). По главному хребту Северного Урала здесь проходит водораздел Волги и Оби, рядом с истоком Велса лежат верховья реки Вижай (приток Лозьвы). Исток находится на территории Вишерского заповедника в 800 метрах от границы со Свердловской областью.
Генеральное направление течения — юг, затем — юго-запад и запад. В верховьях образует большую излучину, огибая гору Мартай. Река мелководная, течение носит горный характер, почти на всём течении изобилует перекатами. Часто разбивается на протоки, образуя многочисленные острова. После впадения реки Посьмак по берегам Велса появляются высокие живописные скалы. Ширина реки в верхнем течении 10—20 метров, в среднем 50—60, в низовьях после устья Широкой разливается до 80—100 метров и слегка успокаивается.
Вдоль реки Велс нет поселений, за исключением одноимённого посёлка Велс, расположенного в устье реки. Река пользуется популярностью у любителей водного туризма и рыбалки, в ней обитают хариус и таймень. Ранее вдоль реки жили вогулы (манси).

## Притоки
Крупнейшие притоки — Большая Шудья, Посьмак и Чурал.
Притоки (км от устья):
- река Кондратиха (лв)
- река Нижняя Юбрышка (пр)
- река Верхняя Юбрышка (пр)
- 12 км: река Большая Шудья (лв)
- 18 км: река Широкая (пр)
- река Рябошная (лв)
- 25 км: река Чурал (лв)
- река Крестовка (пр)
- река Рониха (пр)
- 39 км: река Посьмак (лв)
- река Россыпная (пр)
- река Малая Мартайка (лв)
- 48 км: река Большая Мартайка (лв)
- река Крестовка (пр)
- 53 км: река Болотная (пр)
- река Тундриха (пр)
- река Путтумплохья (пр)
- река Талая (лв)
- река Широкая (лв)
- река Южный Велс (пр)

## Данные водного реестра
По данным государственного водного реестра России относится к Камскому бассейновому округу, водохозяйственный участок реки — Кама от водомерного поста у села Бондюг до города Березники, речной подбассейн реки — бассейны притоков Камы до впадения Белой. Речной бассейн реки — Кама.
Код объекта в государственном водном реестре — 10010100212111100004297.